# Shine (canción de 12012)
«SHINE» —en español: «Brillo»— es un sencillo de la banda japonesa 12012, el sexto que lanzan como banda major tras firmar con Universal Music Japan. Fue lanzado el 17 de octubre de 2007, en tres versiones distintas, todas incluyen las canciones "Shine" y "innocent sight", la edición limitada tipo A incluye un DVD con el PV de la canción que le da título al sencillo, la edición limitada tipo B incluye como bonus la canción "How about truth....?" y la edición regular incluye la canción "breaking the modern society".
Alcanzó el número # 23 en el ranking del Oricon Singles Weekly Chart.

## Lista de canciones
| Edición Regular (CD) |                               |          |  |
| N.º                  | Título                        | Duración |  |
| 1.                   | «Shine»                       |          |  |
| 2.                   | «innocent sight»              |          |  |
| 3.                   | «breaking the modern society» |          |  |

| Edición Limitada Tipo A (CD) |                        |          |  |
| N.º                          | Título                 | Duración |  |
| 1.                           | «Shine»                |          |  |
| 2.                           | «innocent sight»       |          |  |
| 3.                           | «How about truth....?» |          |  |

| Edición Limitada Tipo A (DVD) |              |          |  |
| N.º                           | Título       | Duración |  |
| 1.                            | «Shine» (PV) |          |  |

| Edición Limitada Tipo B (CD) |                  |          |  |
| N.º                          | Título           | Duración |  |
| 1.                           | «Shine»          |          |  |
| 2.                           | «innocent sight» |          |  |